# Silnice II/180
Silnice II/180 je česká silnice II. třídy v Plzeňském kraji, koncipovaná jako tzv. aglomerační okruh okolo Plzně (podobně jako II/101 okolo Prahy). Je dlouhá asi 70 km a propojuje pět měst a řadu dalších obcí v zázemí Plzně. Na své trase překonává Berounku i všechny čtyři její zdrojnice.

## Vedení silnice

### Plzeňský kraj

#### Okres Plzeň-sever
- odbočení z I/20 u Chotíkova
- Příšov (křiž. III/1801)
- Ledce (křiž. III/1803, III/1805)
- odbočka Horní Bříza
- Záluží (křiž. III/1806, III/1808)
- křížení s I/27
- Třemošná
- Zruč (křiž. a peáž II/231, odbočení III/1809)
- 2x odbočka Druztová (III/18011, III/18012)
- 2x odbočka Dolany (III/18013, III/2312)
- most přes Berounku

#### Okres Plzeň-město
- Chrást (křiž. II/233)
- Dýšina (křiž. III/18014, III/18015)
- Kyšice (III/18016, III/18017a, III/18017)
- MÚK s I/26 (přivaděč na D5)
- Letkov (křiž. III/18018, III/18019)
- most přes D5
- Starý Plzenec (III/18020, III/18022, III/18026, most přes Úslavu)
- MÚK s D5 a I/20 (exit 76)
- Černice
- most přes D5

#### Okres Plzeň-jih
- most přes Úhlavu
- Štěnovice (obchvat, křiž. III/18025, III/18032)
- Robčice (křiž. III/18032d)
- MÚK s I/27
- Dobřany (III/18033, III/18034, III/18035, III/18043, most přes Radbuzu)
- Vodní Újezd
- Chotěšov (III/18045)
- přerušeno, propojeno úsekem silnice I/26

#### Okres Plzeň-sever
- Zbůch (křiž. I/26)
- Úherce (obchvat, III/18039)
- MÚK s D5 (exit 93)
- Nýřany (obchvat, MÚK s II/203, III/18048)
- Myslinka
- Kozolupy (křiž. II/605)
- most přes Mži
- Město Touškov (křiž. III/18050, III/18054)
- Čeminy (křiž. III/18061)
- napojení na I/20 u Nevřeně
- přerušeno, propojeno 4km úsekem silnice I/20 k začátku silnice u Chotíkova

## Vodstvo na trase
Na jižním okraji Příšova překonává Třemošnou na její levý břeh a v Ledcích se vrací na její pravý břeh a sleduje její tok až do Třemošné. Za Zručí překonává Drahotínský potok a po Dolanském mostě přechází z levého na pravý břeh Berounky. Před Chrástem vede přes bezejmenný přítok Berounky a jméno nemá ani trojice potoků v Dýšině a před Kyšicemi, které ústí do Klabavy. U Letkova protéká pod tělesem vozovky Božkovský potok. Ve Starém Plzenci překonává po mostě v Havlíčkově ulici řeku Úslavu a v Bezručově ulici její bezejmenný přítok. U exitu 76 dálnice D5 ji podtéká další potok bez jména. V Dobřanské ulici na severním okraji Štěnovic přechází přes řeku Úhlavu. U Robčic překonává postupně Robčický a Útušický potok. Východně od Dobřan ji podtéká nepojmenovaný potok, v samotných Dobřanech je další bezejmenný tok veden pod vozovkou třídy 1. máje a na západním okraji Dobřan překonává řeku Radbuzu. V oblasti Vodního Újezdu a Chotěšova její trasu kříží několik drobných nepojmenovaných potoků. Na náměstí ve Zbůchu silnici podtéká Zálužský potok, jihovýchodně od Úherců pak Luční potok a jeho přítok. Za exitem 93 dálnice D5 ji podtéká bezejmenný přítok Vejprnického potoka, který překonává mostem mezi Nýřany a Tlučnou. Mezi Myslinkou a Kozolupy silnice probíhá v blízkosti potoka Myslinka. Před Městem Touškov vede přes řeku Mži a z ní vedený mlýnský náhon. V Čeminech pod silnicí protéká Čeminský potok.